# Elisabeth Zipperlen
Elisabeth Zipperlen (* 22. Februar 1904 in Hannover; † 13. Februar 1997 in Bönnigheim) war eine deutsche Heimatforscherin, Heimatkundlerin und Archivarin.

## Leben
Elisabeth Zipperlen war die Frau des Bönnigheimer Bürgermeisters Hermann Zipperlen (1894–1986), der am 13. Juli 1934 durch das NS-Regime seines Amtes enthoben wurde. Elisabeth Zipperlen war von 1950 bis 1975 in Bönnigheim als ehrenamtliche Stadtarchivarin beschäftigt. Als leidenschaftliche Historikerin hat sie zahlreiche Bücher und Aufsätze veröffentlicht. Zudem inszenierte sie ein historisches Spiel als Premiere für das erste Ganerbenfest und war 1977 Gründungsmitglied der Historischen Gesellschaft Bönnigheim. Nach ihrem Tod wurde sie 1997 im Grab ihres Mannes in Bönnigheim beigesetzt und 2020 auf ein Ehrengrabmalfeld umgebettet.

## Schriften (Auswahl)
- Bönnigheim – die alte Ganerben-Stadt. Ein beschaulicher Gang durch die historisch-reiche Vergangenheit der Stadt Bönnigheim. Folge 1–40. Bönnigheimer Zeitung 1959.
- Die Cyriakus-Kirche in Bönnigheim. In: Ludwigsburger Geschichtsblätter, Heft 15 (1963), S. 145–151.
- Die Kirche in Hofen. In: Ludwigsburger Geschichtsblätter, Heft 15 (1963), S. 151–153.
- Die Grabplatte des Hans-Konrad von Auerbach in der Kirche zu Hofen. In: Ludwigsburger Geschichtsblätter, Heft 15 (1963), S. 153–154.
- Auf den Spuren des Bildhauers Jacob Müller. In: Ludwigsburger Geschichtsblätter, Heft 16 (1964), S. 57–67.
- Fünf erneuerte Kirchen unseres Kreises (Erligheim, Hofen, Hohenstein, Freudental und Löchgau). In: Ludwigsburger Geschichtsblätter, Heft 17 (1965), S. 185–202.
- Liebenstein und die Liebensteiner. In: Ludwigsburger Geschichtsblätter, Heft 18 (1966), S. 93–104.
- Die Erneuerung der Besigheimer Stadtkirche. In: Ludwigsburger Geschichtsblätter, Heft 19 (1967), S. 145–152.
- Die evangelische Pfarrkirche in Gemmrigheim. In: Ludwigsburger Geschichtsblätter, Heft 19 (1967), S. 153–159.
- Das renovierte Gotteshaus von Kirchheim am Neckar. In: Ludwigsburger Geschichtsblätter, Heft 20 (1968), S. 187–193.
- Bönnigheim. Stadt zwischen Neckar und Stromberg. Bönnigheim 1970.
- Die Reichsgrafen von Stadion und ihr Schloss in Bönnigheim. In: Ludwigsburger Geschichtsblätter, Heft 22 (1970), S. 40–60.
- Zum kirchlichen und klösterlichen Leben in Bönnigheim vor der Reformation. In: Ludwigsburger Geschichtsblätter, Heft 25 (1973), S. 51–65.
- Das "Kibannele" im Kirbachtal. In: Zabergäuverein. Zeitschrift des Zabergäuvereins. 1973.
- Das Erligheimer Radkreuz. In: Schwäbische Heimat. Ausgabe 24 (1973).
- Die neue Orgel in der Bönnigheimer Cyriakus-Kirche. In: Ludwigsburger Geschichtsblätter, Heft 26 (1974), S. 105–114.
- Jubiläumsschrift: 100 Jahre Volksbank Bönnigheim eG. Bönnigheim 1974.
- Die Liebensteiner Schloßkapelle vorm Zerfall gerettet.  In: Schwaben und Franken. Ausgabe 21 (1975).
- Von "Bunnenkaim" bis "Bönnigheim". In: Ganerbenblätter. Ausgabe 1 (1978).
- 700 Jahre Pfaffenhofen. Im Wandel der Zeit. Gemeindeverwaltung Pfaffenhofen (Hrsg.). Pfaffenhofen 1979.
- Bönnigheim in alten Ansichten. Zaltbommel (Niederlande) 1983.
- Das Barfüßerkloster auf dem Frauenberg bei Bönnigheim. In: Ludwigsburger Geschichtsblätter, Heft 35 (1983), S. 136–141.
- Bedeutende Persönlichkeiten aus Bönnigheim. In: Zabergäuverein. Zeitschrift des Zabergäuvereins. 1983.
- Vor 200 Jahren kam Bönnigheim zu Württemberg.  In: Hie gut Württemberg. Ausgabe 36 (1985).
- Die "Alte Farb" in Bönnigheim. Fachwerkbauten sind reizvolle Blickpunkte. In: Hie gut Württemberg. Ausgabe 37 (1986).